# Harald Grenske
Harald Grenske (noruego: Haraldr inn grenski Guðrøðarson, también Harald de Grenland, 947-995) fue un caudillo vikingo, rey de Vestfold, Noruega, en el siglo X.
Harald Grenske era el hijo de Gudrød Bjørnsson. Gudrød era nieto de Harald I de Noruega y rey de Vestfold. El apellido de Harald, Grenske se debe al lugar donde creció, en Grenland, Noruega. Cuando Harald tenía solo 11 años de edad, su padre fue asesinado por los hijos de Gunnhildr (reina consorte de Erico I de Noruega), Harald II de Noruega y sus hermanos. Harald escapó a Oppland y desde allí a Suecia, donde estuvo bajo el amparo de un poderoso y próspero vikingo, Skagul Toste, participando en las incursiones vikingas principalmente en el Mar Báltico.
Finalmente los hijos de Gunnhild fueron desterrados, y Harald Grenske sucedió a Håkon Sigurdsson quien gobernó Noruega como vasallo del rey danés Harald Blåtand. Harald se proclamó rey de Vestfold y Agder y se casó con Åsta Gudbrandsdatter, hija de Gudbrand Kula.
Harald abandonó a Åsta para cortejar a Sigrid la Altiva, hija de Skagul Toste. Sigrid era la próspera viuda de Erico el Victorioso y poseía muchas granjas en Svithjod. Sigrid lo encontró demasiado impaciente con sus constantes ruegos, por lo que lo condenó a muerte, quemado vivo dentro de un recinto junto a otro pretendiente Vissavald de Gardariki (actualmente Novgorod) como ejemplo para desalentar a otros pretendientes.

## Familia
Su esposa Åsta, dio a luz a su hijo Olaf II el Santo, futuro rey y santo patrón de Noruega. Åsta se casó más tarde con Sigurd Syr, rey de Ringerike.
No existen fuentes contemporáneas que digan algo de provecho sobre Harald, y las sagas solo le vinculan con la historia de San Olaf. Según Snorri Sturluson en su saga de Olav Tryggvason, fue rey de Vingulmark, Vestfold y Agder pero algunos investigadores han cuestionado la figura histórica de Harald.